# Unterirdische Große Mauer
Bei der sogenannten Unterirdische Große Mauer (chinesisch 地下長城 / 地下长城, Pinyin Dìxià chángchéng) – heute im Kreis Yongqing der bezirksfreien Stadt Langfang, Provinz Hebei, Volksrepublik China – handelt es sich um ein Tunnelsystem, das zur Zeit der Song-Dynastie unter dem General Yang Ye errichtet wurde, um Truppen und Vorräte zu verstecken und lagern. Diese Abwehranlage war Teil der Verteidigungsstrategie der Song-Dynastie, gegen das Volk der Kitan, welches später die Liao-Dynastie begründete.
Das Tunnelsystem erstreckt sich in einer Tiefe von einem bis fünf Metern unter der Erdoberfläche über die Kreise Xiongxian, Bazhou, Wen’an, Yongqing und Gu’an mit einer Länge von Ost nach West von 65 Kilometern und von Norden nach Süden mit einer Breite von 25 Kilometern. Damit nehmen die Tunnel unterirdisch eine Fläche von ungefähr 1600 Quadratkilometern ein. Die strategisch wichtigste Verteidigungsstelle des Tunnels ist der Waqiao-Grenzübergang (chinesisch 瓦橋關 / 瓦橋關, Pinyin Wǎ qiáo guān). Der genau Verlauf des Tunnels ist nicht bekannt, weil nur Teile ausgegraben wurden, da eine komplette Aushebung des Tunnels zu aufwändig wäre und zum Einsturz der verfallenen Bausubstanz führen könnte.
Wiederentdeckt wurde die Verteidigungsanlage im Sommer 1948, da die Wassermassen einer Überschwemmung sich plötzlich abzusenken begannen, weil sie in das Tunnelsystem abflossen. Vierzig Jahre später, im Jahre 1988, begannen dann die Ausgrabungen bestimmter Teilbereiche des Tunnels. Seit 2006 steht die „Unterirdische Große Mauer“ unter der Bezeichnung Bianguan didao yizhi (边关地道遗址 „Stätte des Grenztunnels“) auf der Liste der Denkmäler der Volksrepublik China (6-14) und ist in Teilen auch der Öffentlichkeit zugänglich.